# Emmanouíl Syndychákis
Emmanouíl Syndychákis (grec moderne : Εμμανουήλ Συντυχάκης) est un homme politique grec.

## Biographie
Aux élections législatives grecques de janvier 2015, il est élu député au Parlement grec sur la liste du Parti communiste de Grèce dans la circonscription d'Héraklion.